# 張武 (明朝)
張武（？—1402年），湖广布政使司长沙府浏阳县人，明朝初期軍事將領、靖難之役人物。
張武早期擔任燕山右護衛百戶，靖難之役時，跟隨朱棣起兵并攻克薊州、雄縣、鄚州。與諸位將領在真定擊敗耿炳文。夾河之戰獲得大勝，小河之戰時，斬首兩萬余人。之後累任都督同知。明成祖即位后，論功封成陽侯，祿千五百石，位次朱能之後。之後回守北平。同年去世，贈潞國公，謚忠毅。